# Juraj Drašković
Juraj Drašković (Bilina, 5 febbraio 1525 – Vienna, 21 gennaio 1587) è stato un cardinale e arcivescovo croato.

## Biografia
Nacque a Bilina, in Croazia il 5 febbraio 1525.
Fu nominato cardinale da papa Sisto V nel concistoro del 18 dicembre 1585.
Morì il 21 gennaio 1587 a Vienna.

## Successione apostolica
La successione apostolica è:
- Arcivescovo Martin Medek z Mohelnice, O.Cruc. (1581)